# Janka-Härte-Test

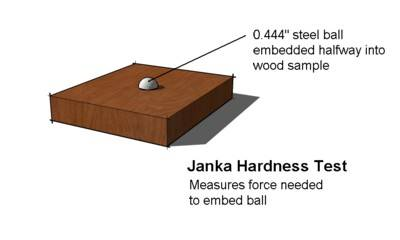
Verwendet wird eine kleine Stahlkugel die man zur Hälfte ins Holz eindrückt

Der Janka-Härte-Test ist eine Methode zur Bestimmung und Klassifizierung der Härte von Holz (Holzhärteprüfverfahren). Entwickelt wurde der Janka-Härte-Test von dem österreichischen Holztechnologen Gabriel Janka (1864–1932), dessen Lebensarbeit den Problemen der Elastizität und Festigkeit von Bauhölzern verschiedener österreichischer Wuchsgebiete galt. Die von ihm an der forstlichen Versuchsanstalt Mariabrunn entwickelte Methode war eine Modifikation der Härteprüfung nach Brinell, bei welcher die Eindringtiefe von Stahlkugeln in das zu prüfende Material bei bestimmten Drücken gemessen wurde.
Der Härtewert richtet sich dabei nach dem Widerstand, den Holz dem Eindringen eines härteren Körpers entgegenstellt. Gemessen wird die Kraft, die erforderlich ist, um eine Kugel aus Stahl mit einem Durchmesser von 11,284 mm (= 100 mm² Querschnitt) bis zur Hälfte ihres Eigendurchmessers, parallel zur Faser, in das Holz einzudrücken. Die Maßeinheit des Härtegrads ist international nicht einheitlich; es wird entweder Newton, Pond oder lbf gebraucht. In den USA wird die Härte von Holz häufig in Janka angegeben, 1 Janka entspricht dabei 1 lbf oder auch veraltet 1 kgf.
Zu beachten ist, dass die Härte einen Durchschnittswert für die jeweilige Holzart darstellt und die Streuung meist nicht angegeben ist. Der ermittelte Wert hängt insbesondere vom Feuchtegehalt und spezifischen Gewicht des Holzes ab, das auch innerhalb der gleichen Holzart unterschiedlich ausfallen kann.
In Deutschland wird die Härte von Holz allerdings meist gemäß der Norm ISO 3350 in Brinell angegeben und zwar in zwei Werten: quer zur Faserrichtung (H BI) und längs zur Faser (H BII). Die Einheit der Brinell-Härte ist N/mm².
| Holzart                  | Lateinischer Name           | Janka-Härte in lbf (USA) | Härte in Newton |
| ------------------------ | --------------------------- | ------------------------ | --------------- |
| Australische Kasuarine   | Allocasuarina luehmannii    | 5000                     | 22500           |
| Quebracho                | Schinopsis brasiliensis     | 4800                     | 21000           |
| Quebracho                | Schinopsis balansae         | 4570                     | 20300           |
| Pockholz                 | Guajak sp.                  | 4500                     | 20000           |
| Tabebuia                 | Tabebuia sp.                | 3684                     | 16387           |
| Lapacho                  | Handroanthus sp.            | 3640                     | 16192           |
| Ebenholz                 | Diospyros sp.               | 3220                     | 14323           |
| Faserbambus              | Bambus Strand sp.           | 3000                     | 14002           |
| Blauholz                 | Haematoxylum campechianum   | 2900                     | 12900           |
| Eucalyptus resinifera    | Eucalyptus resinifera       | 2697                     | 12000           |
| Jatoba                   | Hymenaea sp.                | 2350                     | 10453           |
| Mesquite                 | Prosopis sp.                | 2345                     | 10431           |
| Kordie                   | Cordia sp.                  | 2200                     | 9786            |
| Bubinga                  | Guibourtia sp.              | 1980                     | 8807            |
| Merbau                   | Intsia sp.                  | 1925                     | 8563            |
| Jarrah                   | Eucalyptus marginata        | 1910                     | 8496            |
| Pekannuss                | Carya illinoinensis         | 1820                     | 8096            |
| Afzelia                  | Afzelia sp.                 | 1810                     | 8051            |
| Bangkirai                | Shorea sp.                  | 1798                     | 7998            |
| Palisander               | Dalbergia sp.               | 1780                     | 7918            |
| Robinie                  | Robinia pseudoacacia        | 1700                     | 7512            |
| Wenge                    | Millettia laurentii         | 1630                     | 7251            |
| Sapeli                   | Entandrophragma cylindricum | 1510                     | 6717            |
| Sumpf-Eiche              | Quercus palustris           | 1510                     | 6717            |
| Zucker-Ahorn             | Acer saccharum              | 1450                     | 6450            |
| Bambus                   | Bambuseae                   | 1380                     | 6139            |
| Schmuckzypresse          | Callitris sp.               | 1375                     | 6116            |
| Amerikanische Weiß-Eiche | Quercus alba                | 1360                     | 6050            |
| Weiß-Esche               | Fraxinus americana          | 1320                     | 5872            |
| Roteiche                 | Quercus rubra               | 1290                     | 5738            |
| Gelb-Birke               | Betula alleghaniensis       | 1260                     | 5605            |
| Teak                     | Tectona grandis             | 1155                     | 5138            |
| Cocobolo                 | Dalbergia retusa            | 1136                     | 5053            |
| Sibirische Lärche        | Larix sibirica              | 1100                     | 4893            |
| Schwarznuss              | Juglans nigra               | 1010                     | 4493            |
| Papier-Birke             | Betula papyrifera           | 910                      | 4048            |
| Zeder                    | Cedrus sp.                  | 900                      | 4003            |
| Amerikanische Platane    | Platanus occidentalis       | 840                      | 3737            |
| Afrikanisches Mahagoni   | Khaya sp.                   | 830                      | 3692            |
| Brasilianische Araukarie | Araucaria angustifolia      | 780                      | 3470            |
| Monterey-Kiefer          | Pinus radiata               | 750 (625 – 792)          | 3336            |
| Weihrauch-Kiefer         | Pinus taeda                 | 690                      | 3069            |
| Douglasie                | Pseudotsuga menziesii       | 660                      | 2936            |
| Rot-Erle                 | Alnus rubra                 | 590                      | 2624            |
| Kastanie                 | Aesculus sp.                | 540                      | 2402            |
| Schwarz-Fichte           | Picea mariana               | 520                      | 2313            |
| Hemlocktanne             | Tsuga sp.                   | 500                      | 2224            |
| Küsten-Tanne             | Abies grandis               | 490                      | 2180            |
| Küstenmammutbaum         | Sequoia sempervirens        | 480                      | 2135            |
| Linde                    | Tilia sp.                   | 410                      | 1824            |
| Weymouth-Kiefer          | Pinus strobus               | 380                      | 1690            |
| Balsa                    | Ochroma pyramidale          | 100                      | 445             |